# Ošun

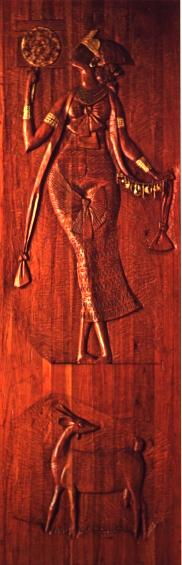

Ošun (jorubsky Ọṣun)  či (v Latinské Americe) Ochún, Oxúm je oriša, v náboženství Jorubů bohyně řek a sladkých vod, luxusu, potěšení, sexuality, plodnosti, krásy a lásky. Je spojená s osudem a věštěním.
Během smrtelného života byla Ošun královnou manželkou krále Šanga z Oyo.
Po jejím posmrtném zbožštění byla přijata do jorubského panteonu jako aspekt pravěkého božství stejného jména.
Je hlavní patronkou řeky Ošun nacházející se v Nigérii.
Je synkretizována s Pannou Marií z El Cobre, Pannou Marií z Aparecidy a svatou Filoménou.
V Santeríe je spojena s číslem 5, s řekou, se žlutou, zlatou, jantarovou a korálovou barvou, s veslem, mosaznými náramky, zrcadly.